# Hồ ly tinh
Hồ ly tinh (chữ Hán: 狐狸精), cũng thường gọi là Hồ tiên (狐仙), Hồ ly (狐狸), Hồ tinh (狐精), Hồ yêu (狐妖) hay Yêu hồ (妖狐) là những tên gọi để chỉ những con cáo trở thành yêu tinh trong các huyền thoại và truyền thuyết dân gian, phần lớn ở những nước Đông Á như Trung Quốc, Nhật Bản và Triều Tiên hay Đông Nam Á như Việt Nam.
Theo quan niệm của một số người Trung Quốc, trong các loài vật thì có loài cáo là có thể nói và thông minh nhất sau con người. Các hình tượng hồ ly tinh trong truyền thuyết thông qua việc tu luyện hoặc có cao nhân chỉ điểm mà hấp thụ tinh hoa trời đất để thành tinh. Đặc điểm nổi bật nhất của những con hồ ly tinh là chúng có thể hóa thành người và thường là những cô gái đẹp.
Tùy vào từng khu vực, hình tượng hồ ly tinh có thiện và ác rạch ròi. Tại Hồng Kông, Nhật Bản và các vùng Giang Triết, hình tượng của hồ ly tinh được cung kính gọi thành "Hồ tiên" và rất được tôn trọng, họ quan niệm rằng "Hồ tiên" có thể ban đến tài vận cho họ, phương thức cung phụng lên các Hồ tiên là trứng gà, còn Nhật Bản thì là đậu hũ.

## Sử liệu
Sách Sơn hải kinh, một cách từ điển địa lý thời Tiên Tần có những ghi chép khá sớm về hồ ly. Trong sách Sơn Hải Kinh, tác giả đề cập hồ ly đôi khi vừa là biểu tượng của điềm lành, nơi nào có hồ ly là thiên hạ thái bình, nhưng cũng có những câu chuyện cho thấy hồ ly là những sinh vật tàn ác và xấu xa.
Vào đầu thời nhà Đường, hồ ly là một dạng vật thiêng liêng. Sách Triều dã thiêm tái (朝野佥载) có ghi nhận về tục thờ hồ ly của dân chúng. Đương thời có câu ngạn ngữ rằng: "Không có hồ ly, thì không có thôn xóm", có thể thấy tính chất thần thánh của hồ ly thời Trung Hoa cổ. Trong dân gian Trung Quốc còn có truyền thuyết Ngũ đại tiên (五大仙), kể về năm vị "tiên" là động vật có tiên khí, sẽ mang đến tài lộc cho người thờ phụng, và hồ ly tinh thường được xếp hàng đầu tiên.
Từ thời nhà Tống, cùng với việc hình tượng Đát Kỷ được truyền bá và phê bình, hình tượng hồ ly tinh trở thành một dạng yêu cơ mang sự độc ác cùng cực.

## Truyền thuyết
Theo truyền thuyết dân gian hay lưu truyền nhất, hồ ly là loài cáo có thể tu hành luyện đạo, chúng tu luyện một trăm năm thì ba cái đuôi sẽ mọc ra và được gọi là Yêu Hồ (Tam Vĩ Yêu Hồ), tu luyện đến 1000 năm thì chuyển sang loài Lục vĩ ma hồ (Cáo ma 6 đuôi), và cứ như vậy, khi đến được cảnh giới là 9 đuôi Cửu vĩ thiên hồ thì chúng có thể hóa thành người. Mỗi chiếc đuôi là một mạng của chúng. Muốn giết chết một con Hồ ly thì phải chặt hết đuôi của chúng trước.

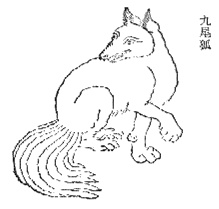
Cáo chín đuôi được mô tả trong một ấn bản từ triều đại nhà Thanh.

Hồ ly tinh khi hoá thành người thường vô cùng xinh đẹp, thông minh, có sức quyến rũ kì lạ. Các Hồ ly thường sử dụng ưu điểm đó để hớp hồn đàn ông và sau đó sẽ tìm cách để hút hồn hay máu của họ cho đến chết, thậm chí có khi còn ăn thịt họ nữa. Màu lông của Hồ ly tinh khác hẳn so với loài cáo thường. Tùy theo số năm tu luyện mà chúng đổi màu theo đó. Tương truyền, lông của Cửu vĩ hồ thường có màu đỏ tươi như máu. Hồ ly thường sống trong các hang động lạnh vì chúng ưa lạnh. Mỗi khi ra khỏi hang động chúng đều thay đổi hình dạng. Chỉ khi chết chúng mới trở lại y nguyên hình dạng của một con cáo. Ngoài câu dẫn đàn ông, các hồ yêu còn được ghi nhận là có thể biến thành nam nhân để câu dẫn cả nữ nhân. Sách Thái bình nghiễm ký (太平广记) thời Tống, phần "Trương lập bổn" (张立本) ghi nhận trường hợp như vậy. Hay phần Kế Chân (计真) ghi nhận vợ của Kế Chân tố cáo chồng, bà ta là yêu hồ hóa thành. Trái lại, không ít truyện ghi nhận yêu hồ thiện lương, như Nhậm Thị Truyện (任氏传), một truyện ký thời nhà Đường, hay trong Liêu trai chí dị của Bồ Tùng Linh cũng không ít các yêu hồ thiện lương và có duyên phận với người phàm.
Một trong những hình tượng nổi tiếng nhất về yêu hồ hóa người chính là Đát Kỷ, hình tượng này chính thức được sáng tác và phổ biến thông qua tiểu thuyết thần thoại Phong thần diễn nghĩa thời Minh. Đát Kỷ là con gái một vị quan hiền lương, nàng do có sắc đẹp rực rỡ nên trở thành vợ của Trụ Vương. Một hồ ly tinh do phục mệnh Nữ Oa, người rất ghét Trụ Vương vì đã xúc phạm bà ấy nên đã nhập vào thân xác Đát Kỷ và từ đó mượn hình dạng Đát Kỷ mê hoặc Trụ Vương, khiến nhà Thương sụp đổ.